# 裘日菊
裘日菊（?—？），江西新建人，清朝政治人物。举人出身。
乾隆元年(1736年)，擔任廣東廣州府永安縣知縣（現紫金縣知縣）。后由林琪接任。